# La Petite Fille au chapeau noir
La Petite Fille au chapeau noir est une peinture à l'huile sur toile de 65 × 45 cm réalisée en 1918 par le peintre italien Amedeo Modigliani. 
Elle fait partie d'une collection privée. 